# 은하사
은하사(銀河寺)는 경상남도 김해시에 위치한 사찰이다.
김해시 삼방동의 신어산 서쪽 자락에 있다. 신어산의 옛 이름이 은하산인 것으로 전해진다. 대한불교조계종 제14교구 본사인 범어사의 말사로 편성되어 있다.
사찰의 창건 연대는 불분명하다. 전설에 따르면 가야의 수로왕 때 왕후인 허황옥의 오빠 장유가 창건했다고 하며, 당시의 이름은 서림사(西林寺)였다. 이 산 동쪽에는 장유가 또다른 사찰 동림사를 동시에 세웠다는 것이다. 그러나 전설 속의 창건 연대가 불교 전래 이전인 서기 1세기라 전설로 생각되고 있다. 사찰에서 출토된 토기 파편을 토대로 삼국 시대에 창건된 절인 것으로 추정되기도 한다.
조선 중기 이전까지 있던 건물은 동림사와 함께 임진왜란 때 전소되었다. 지금의 건물은 조선 후기의 양식이다. 경상남도 유형문화재 제238호로 지정된 은하사의 대웅전 수미단에는 허황옥과 관련이 있는 것으로도 추정되는 쌍어 문양이 있다. 이 문양은 허황옥의 출신지로 기록된 아유타가 인도의 한 왕국이라는 가설에서 종종 인용된다. 은하사가 위치한 신어산의 이름도 '신의 물고기'라는 뜻이다.
신어산을 배경으로 한 경관과 진입로의 소나무 숲이 아름다우며, 영화 《달마야 놀자》가 이 곳에서 촬영된 것으로도 유명하다. 인근에 수로왕릉을 비롯해 가야 시대의 고분이 있다.

## 같이 보기
- 신어산
- 허황옥

## 참고자료
- “은하사”. 투어가이드. 2008년 5월 29일에 확인함.
- 김대갑 (2006년 6월 5일). “달마야, 전설이 서린 은하사랑 놀자 - 천년 고찰, 신어산 은하사 범종각을 바라보며”. 오마이뉴스. 2008년 5월 29일에 확인함.